# سمكة موسى الشائعة

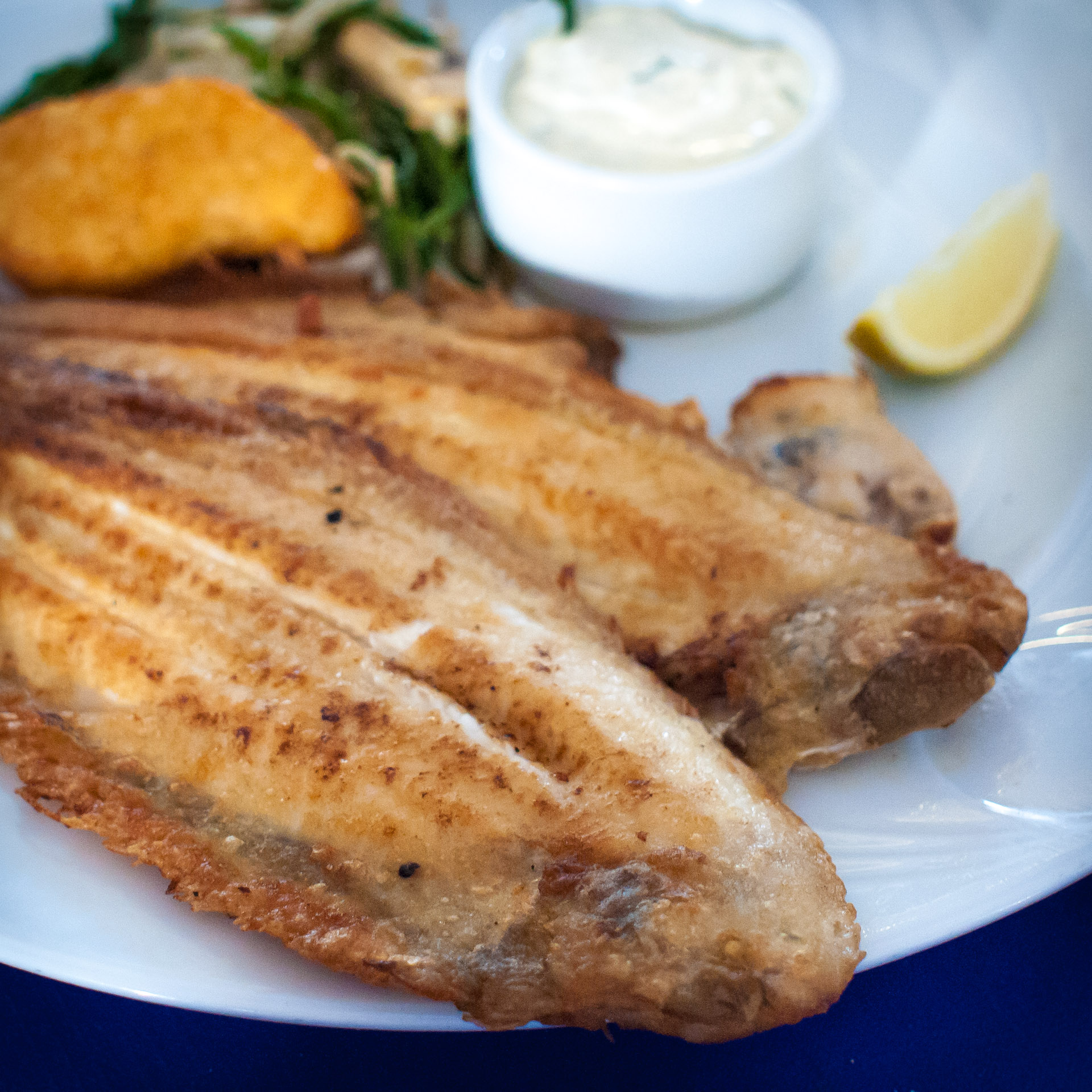
طبق بسمكة موسى الشائعة المطبخ الهولندي

سمكة موسى الشائعة هو نوع من الأسماك المفلطحة في فصيلة خوفعيات. إنها واحدة من أكبر الأسماك في جنس سمك موسى. تعيش في قاع البحر الرملي أو الموحل في شمال المحيط الأطلسي والبحر الأبيض المتوسط حيث غالبًا ما تغمر نفسها في الطبقة السفلية. الجانب العلوي بني-رمادي بينما الجانب السفلي أبيض. قد ينمو نحو 70 سـم (28 بوصة) . السمك مرغوب فيه لأنه يعد طعامًا للأسماك، حيث يُصاد في الغالب عن طريق الصيد بشباك الجر في قاع البحر.